# Dusev-Janics Natasa
Dusev-Janics Natasa (szerbül: Наташа Душев-Јанић, horvátul és szerbhorvátul: Nataša Dušev-Janić; Palánka, Jugoszlávia, 1982. június 24. –) szerb–horvát származású magyar kajakozó, háromszoros olimpiai bajnok. 19-szeres világbajnoknak, és 19-szeres Európa-bajnoknak is mondhatja magát. Milan Janić olimpiai ezüstérmes (1984) horvát származású kajakozó gyermekeként Jugoszláviában született. Bátyjai, Mićo és Stjepan Janić horvát színekben kajakoznak.

## Sportpályafutása
1999 óta edz Magyarországon. 2000-ben jugoszláv színekben olimpiai negyedik, Eb-hatodik és ifi Eb-győztes volt. A következő évtől már a DÉMÁSZ-Szeged versenyzőjeként indult a versenyeken. 2002-ben az ob-n 2 arany és 3 ezüstérmet szerzett. Ekkor még nem volt magyar állampolgár, de a Szerb Kajak-kenu Szövetség engedélyével a magyar válogatottban szerepelhetett a nemzetközi versenyeken. Az Eb-n a három 200 méteres versenyszámban indult. Négyesben második, párosban és egyesben negyedik lett. A világbajnokságon 200 méter négyesben első, egyesben negyedik volt. 2003-ban az ob-n hat versenyszámban végzett dobogón. A vb-n K4 1000 méteren indult és szerzett aranyérmet. 2004 januárjában tette le a magyar állampolgársági esküt. Az Európa-bajnokságon K1 500 méteren nevezték. Ebben a számban aranyérmes lett. Májusban a Nemzetközi Olimpiai Bizottság engedélyezte Janics esetleges olimpiai indulását. Az ob-n három aranyéremmel zárt. A K1 500 méteres sikere egyben az olimpiai indulást is jelentette ebben a számban Kovács Katalin ellenében. K2 500 méteren pótválogatón harcolta ki az ötkarikás szereplést. A 2004. évi nyári olimpiai játékokon mindkét számban aranyérmes lett. Az év végén kiadott hazai ranglistán első lett a nők mezőnyében. Az év magyar sportolónője szavazáson első lett. A csapatok között – Kováccsal – harmadik helyen végzett.
A 2005-ös ob-n négy aranyérmet nyert. Az ob-n, az Európa-bajnokságon és a világbajnokságon a kettes versenyeket mindhárom távon megnyerte Kovács Katalinnal. Az év végén az év magyar csapata címet is elnyerték. 2006-ban tarolt a magyar bajnokságon. A kilenc versenyszámból hétben aranyérmet szerzett. A vb-n és az Európa-bajnokságon minden páros és négyes versenyszámban első helyen végzett. Az év végén magyar ranglistavezető volt. Ismét elnyerte az év magyar csapata címet. 2007-ben kivált edzője, Fábiánné Rozsnyói Katalin csoportjából. Edzéseit ezután Vécsi Viktor, majd Sári Nándor irányította. Az Ob-n K1 500 méteren indult, de miután eldőlt, hogy nincs esélye a versenyt megnyerni (ami alapfeltétel volt a vb induláshoz ebben számban) visszavett teljesítményéből és nyolcadik lett. Az Eb-n és a vb-n 200 méter egyesben indult és mindkét versenyt megnyerte. Októberben Fábiánné hozzájárult, hogy ismét az ő általa edzett Kovács Katalinnal versenyezzen egy hajóban. 2008-ban Kováccsal kiharcolták K2 500 méteren az Eb indulás jogát, de olimpiai kvalifikációs megfontolások miatt nem indították őket. Az olimpián kettesben arany-, négyesben ezüstérmes lett. Októbertől Kovács László lett az edzője.
2009-ben két aranyat nyert az ob-n 200 méteren. 500 méter egyesben nem állt rajthoz a döntőben. Az Európa-bajnokságon K4 200 méteren első, K2 200, K4 500 és K1 4 × 200 méteren második lett. A világbajnokságon K1 200, K2 200 és K4 500 méteren első, K4 200, K1 4 × 200 és méteren második helyezett volt. Az év magyar női sportolója szavazáson harmadik volt. A 2010-es EB-n három aranyérmet szerzett. A vb-n öt számban indult. Ezeken 3 arany és két ezüstérmet szerzett. 2011 márciusában bejelentette, hogy szeptemberre gyermeket vár és nem indul versenyeken. Ugyanekkor közölte, hogy a 2012-es olimpián szándékában áll indulni. Szeptember 2-án megszületett kislánya, Milana. Az edzéseket terhessége alatt is folytatta. A szülés után egy hónappal újra folytatta a tréningezést. Az Európa-bajnokságon K2 500 méteren (Kovács Katalin) és K1 200 méteren lett első. Augusztusban a londoni olimpián K2 500 méteren Kovács Katalinnal ezüstérmet nyert, K1 200 méteren pedig bronzérmes lett.
2012 szeptemberében bejelentette, hogy szerb színekben kíván a továbbiakban versenyezni. Október végén a magyar szakszövetség hivatalosan jelezte, Janics 150 ezer euró (kb. 42 millió forint) ellenében versenyezhet szerbként vagy két év kihagyás után válthat országot. A határidő lejártáig nem fizették ki a kért összeget. A nemzetközi szövetség decemberben hozott határozata elutasította Janics országváltási kérelmét. 2013 márciusában Janics bejelentette, hogy eláll országváltási szándékától és a továbbiakban magyar színekben indul a versenyeken. Pár nappal később hivatalosan is bejelentette, hogy Győrben, a Graboplast Győri Vízisport Egyesületnél folytatja a pályafutását.
A 2013-as Európa-bajnokságon K4-ben (Kárász, Kozák, Kovács) és K2 200 méteren (Kovács) arany-, K2 500 méteren (Kovács) és K1 200 méteren bronzérmes lett. A 2013-as gyorsasági kajak-kenu világbajnokságon K1 200 méteren ötödik, K2 200 méteren (Kovács) negyedik, K2 500 méteren (Kovács) ezüst-, váltóban aranyérmes volt. 2014 februárjában gerincsérvét megoperálták. 2014 júniusában bejelentette, hogy a teljes idényt kihagyja, mivel műtött gerince nincs olyan állapotban, hogy teljes értékű munkát végezhessen vele. A 2015-ös gyorsasági kajak-kenu világbajnokságon K2 200 méteren (Homonnai Luca) ezüstérmet szerzett. A 2016-os gyorsasági kajak-kenu Európa-bajnokságon K1 200 méteren hatodik, K2 200 méteren (Homonnai) negyedik helyezést ért el. A 2016-os riói olimpián K1 200 méteren nem jutott döntőbe, összesítésben a 9. helyen végzett.
Az olimpia után néhány héttel újra edzésbe állt, de röviddel ezután egy betegség miatt leállt, majd novemberben megműtötték. Eztkövetően hosszabb időt kihagyott és férjével Kínában edzősködtek. 2017 szeptemberétől kezdte meg újra az edzéseket. 2018 májusában indult ismét versenyen. 2019 januárjában elmondta, hogy ezúttal a nyakánál alakult ki sérv. Emiatt várhatóan befejezi sportolói karrierjét.

### Magyar bajnokság
|           | 2002 | 2003 | 2004 | 2005 | 2006 | 2007 | 2008 | 2009 | 2010 | 2015 |
| --------- | ---- | ---- | ---- | ---- | ---- | ---- | ---- | ---- | ---- | ---- |
| K1 200 m  | 2.   |      | 1.   |      |      |      |      | 1.   | 1.   | 1.   |
| K2 200 m  | 2.   | 2.   |      | 1.   | 1.   |      |      | 1.   | 1.   | 1.   |
| K4 200 m  | 1.   | 2.   |      |      | 1.   |      |      |      |      | 1.   |
| K1 500 m  | 5.   | 3.   | 1.   |      | 1.   | 8.   |      |      | 1.   |      |
| K2 500 m  | 6.   | 3.   | 1.   | 1.   | 1.   |      | 1.   |      | 1.   |      |
| K4 500 m  | 2.   | 2.   | 2.   | 1.   | 1.   |      | 1.   |      |      | 1.   |
| K2 1000 m |      |      | 2.   | 1.   | 1.   |      |      |      |      |      |
| K4 1000 m | 1.   | 1.   |      |      | 1.   |      |      |      |      |      |

## Díjai, elismerései
- A Magyar Köztársasági Érdemrend tisztikeresztje (2004)
- Az év magyar kajakozója (2004, 2005, 2006, 2010)
- Az év magyar sportolónője (2004, 2010) (a sportújságírók szavazata alapján)
- Az év magyar sportolója (2004) (a Nemzeti Sportszövetség díja)
- az újvidéki Magyar Szó: Az év embere (2004)
- Az év magyar csapatának tagja (2005, 2006, 2010)
- Prima díj (2006)
- A Magyar Köztársasági Érdemrend középkeresztje (2008)
- Pro Universitate (2008)
- A Magyar Érdemrend középkeresztje a csillaggal (2012)

## Magánélete
2009. szeptember 12-én Szegeden feleségül ment Csányi Szilárdhoz, azonban 2010-ben elváltak. 2010 decemberében férjhez ment az olimpiai bronzérmes bolgár egykori kajakoshoz, Andrian Dusevhez, akitől 2011. szeptember 2-án Milana nevű lánya született. A kislány Janics Natasa elhunyt édesapja, Milan Janić után kapta a nevét.